# 賴明珠
賴明珠（1947年—）台灣苗栗縣人，日本小說家村上春樹的翻譯者，曾從事房地產廣告企劃工作，畢業於中興大學農經系和日本千葉大學園藝學部。
賴明珠是引介村上春樹進入台灣出版界的早期推手，當時她所翻譯並出版的第一本書為中篇的小說《失落的彈珠玩具》和短篇小說《遇見100%的女孩》，後來台灣的故鄉出版社透過翻譯群劉惠禎、黃琪玟、傅伯寧、黃翠娥、黃鈞浩搶先推出了《挪威的森林》上中下集，在1989年時，引起了村上春樹風潮，使得賴明珠開始專心翻譯村上春樹的大量長篇小說作品。直到2001年時，已經翻譯了15本，總銷量超過100萬冊。她長期翻譯村上春樹的作品之後，發展出了自己的翻譯風格，此點有時會被村上春樹的讀者拿來討論。如賴明珠在譯文中與其他譯者不同，保留了大量的日式語助詞「噢」「喲」的翻譯，而簡體中文版的譯者林少華，則偏向於精鍊的散文風格。
賴明珠的其他翻譯作品還有日本小說家谷崎潤一郎的《春琴抄》。

## 爭議
賴明珠並未採用忠實原作的方式來翻譯村上春樹的小說內容，翻譯方式大量使用漢字照抄（不論和製漢字是否有其他字義），導致正體中文讀者對村上春樹的小說內容認知與實際作品有不小差異，正體中文版更像是賴明珠的再製作品。

## 荣誉

### 外国勋章奖章
- 旭日双光章（日本，2022年11月3日公布[3]）

## 外部連結
- 賴明珠 （页面存档备份，存于）
- 賴明珠遇見100%的村上春樹 （页面存档备份，存于）
- 閱讀比較林少華、賴明珠和施小煒
- 賴明珠譯村上春樹的常見問答 （页面存档备份，存于）
- 村上春樹的森林 （页面存档备份，存于）－譯者賴明珠與譯著林少華的感想（此處提供的賴明珠譯本有誤、並非她所譯的，推測可能是故鄉出版社的版本）
- 阿珠的陷阱－向譯者賴明珠致敬的一首歌曲